# Francis Baker
Pour les articles homonymes, voir Baker.
Francis Baker, né le 30 mars 1820 à Baltimore (Maryland) et mort le 4 avril 1865 à New York, est un prêtre épiscopalien américain converti au catholicisme. Devenu missionnaire et prêtre rédemptoriste, il cofonde l'institut des Pères paulistes auprès du père Isaac Hecker en 1858. 

## Biographie
Francis Baker est le fils de Samuel Baker, professeur de médecine à l'Université du Maryland. Diplômé de l'Université de Princeton en 1839, il est ordonné prêtre épiscopal en 1846. Il est d'abord affecté comme assistant, à l'église Saint-Paul de Baltimore, puis, six ans plus tard, il est nommé recteur de l'église Saint-Luc dans la même ville, où il se fait connaître comme prédicateur. 
Très respectueux du mouvement d'Oxford et des idéaux défendus par John Henry Newman, ses rencontres avec le père rédemptoriste Augustine Francis Hewit (en) et l'archevêque Francis Patrick Kenrick le mènent à rejoindre la pleine communion avec l'Église catholique en 1853. Sa conversion créé un retentissement considérable à l'époque. Il change aussi son nom en Francis Aloysius, en l'honneur de François de Sales et Louis de Gonzague (Aloysius Gonzaga en anglais). 
Il est ordonné prêtre rédemptoriste le 21 septembre 1856 en la cathédrale de Baltimore. Il travaille alors en étroite collaboration avec le Père Isaac Hecker sur de nombreuses missions. En 1858, il quitte les rédemptoristes et assiste ce dernier, avec les pères Augustine Hewitt et George Deshon (en), dans la fondation de la Société missionnaire de Saint-Paul-Apôtre, autorisée par le pape Pie IX. Le père Baker partage ainsi son temps entre la paroisse Saint-Paul-Apôtre de New York et ses missions sur l'ensemble des États de l'Est. 
Zélé et efficace, il doit ralentir ses activités dès 1861 à cause de la fragilité de sa santé. En 1865, il contracte la fièvre typhoïde au contact des pauvres new-yorkais. Il meurt finalement le 4 avril 1865 à l'âge de 45 ans, soit seulement sept ans après la fondation des Pères paulistes. Il est enterré en la cathédrale Saint-Patrick de New York.